# Melisa Aslı Pamuk
Melisa Aslı Pamuk (Haarlem, Países Bajos ,14 de abril de 1991) es una modelo y actriz turca que fue coronada Miss Turquía y representó a su país en Miss Universo 2011.

## Vida personal
Melisa Aslı Pamuk, cuyos orígenes son de Alejandreta, ciudad y distrito de Turquía, comenzó a modelar a los 13 años. Su carrera despegó como modelo cuando ganó el título de Miss Turquía en 2011, representando a Estambul, ciudad en la que reside actualmente.
Comenzó a estudiar psicología en la Universidad de Ámsterdam, pero decidió abandonar esta carrera para seguir su vocación de modelo. Tomó clases de interpretación en la institución privada Centro Cultural Sadri Alisik y se dedicó de manera estable al mundo de la interpretación a partir de 2013. Habla turco, inglés, holandés, alemán y un poco de francés.
Como actriz participó en la comedia dirigida por Murat Aslan "G.D.O. Kara Kedi"; en el cortometraje 'Dat zit wel snor', dirigido por Tamara Miranda en 2004; en la serie 'Yer Gök Ask', en la que compartió protagonismo con Birce Akalay, Burak Hakki y Murat Ünalmi; y en las series 'Kurt Seyit ve Sura' (2014) y 'Ulan Istanbul' (2014). Dentro de sus aficiones destacan la pintura, los viajes y el deporte.

## Miss Universo 2011
Pamuk, con una estatura de 1.78 m, compitió en Miss Universo 2011 por Turquía y aceptó la corona de parte de Gizem Memic, Miss Turquía 2010. También ganó el título de «Mejor Promesa» de Turquía en 2009.

## Filmografía

### Televisión
| Año       | Título             | Papel        | Notas             |  |
| --------- | ------------------ | ------------ | ----------------- |  |
| 2010-2013 | Yer Gök Aşk        | Sevda Narlı  |                   |  |
| 2014      | Her Sevda Bir Veda | Azade        |                   |  |
| 2014      | Kurt Seyit ve Şura | Ayşe         | Actriz de reparto |  |
| 2014      | Ulan İstanbul      | Zeynep       |                   |  |
| 2015-2017 | Kara Sevda         | Asu Alacahan | Actriz de reparto |  |
| 2018-2019 | Çarpışma           | Cemre Gür    | Protagonista      |  |
| 2020      | Yeni hayat         | Yasemin      | Protagonista      |  |
| 2020      | Kırmızı Oda        | Mitra Şerifi | Actriz invitada   |  |

### Cine
| Año  | Título          | Papel | Notas   |
| ---- | --------------- | ----- | ------- |
| 2010 | G.D.O. Karakedi | Elmas |         |
| 2014 | Asla Vazgeçme   |       |         |
| 2024 | In Good Hands 2 | Sezen | Netflix |